# Anthony Henday
Anthony Henday – jeden z pierwszych badaczy północno-zachodnich obszarów Ameryki Północnej. 
Urodzony w Anglii na wyspie Wight, był znanym przemytnikiem, skazanym za ten proceder na karę więzienia. Zatrudniony po tym przez Kompanię Zatoki Hudsona wyjechał do Ameryki i stacjonował w York Factory nad Zatoką Hudsona. Jako ochotnik zgłosił się, by odbyć niebezpieczną podróż na zachodnie krańce Ziemi Ruperta. Celem wyprawy miało być pozyskanie Indian zamieszkujących podgórze Gór Skalistych dla współpracy z Kompanią i odwiedzenie ich od kontaktów z francuską konkurencją. 26 czerwca 1754 r. w towarzystwie kilkunastu Indian Kri Henday wyruszył w swoją słynną podróż. Początkowo grupa płynęła na łodziach w górę rzeki Saskatchewan, a następnie pieszo doliną rzeki Battle, ostatecznie docierając w okolice dzisiejszego miasta Red Deer, napotykając na obozowiska Czarnych Stóp. Był to pierwszy kontakt Brytyjczyków z tym ludem. Henday próbował skłonić wodza do zawarcia porozumienia handlowego, oferując za skóry dobrej jakości proch strzelniczy, ołów na pociski, ubrania i paciorki. Oferta nie przekonała jednak Indian, którzy nie przystali na konieczność odbywania dalekich i niebezpiecznych podróży na wschód ze swoimi towarami.
Henday przezimował w obozie Czarnych Stóp, po czym powrócił na wschód. W 1759 r. odbył kolejną, podobną podróż w te same tereny, lecz ponownie bez skutku. W 1762 r. wobec niepowodzenia obu misji Kompania rozwiązała z nim umowę, a on sam powrócił do Anglii.